# Bermeja-sziget

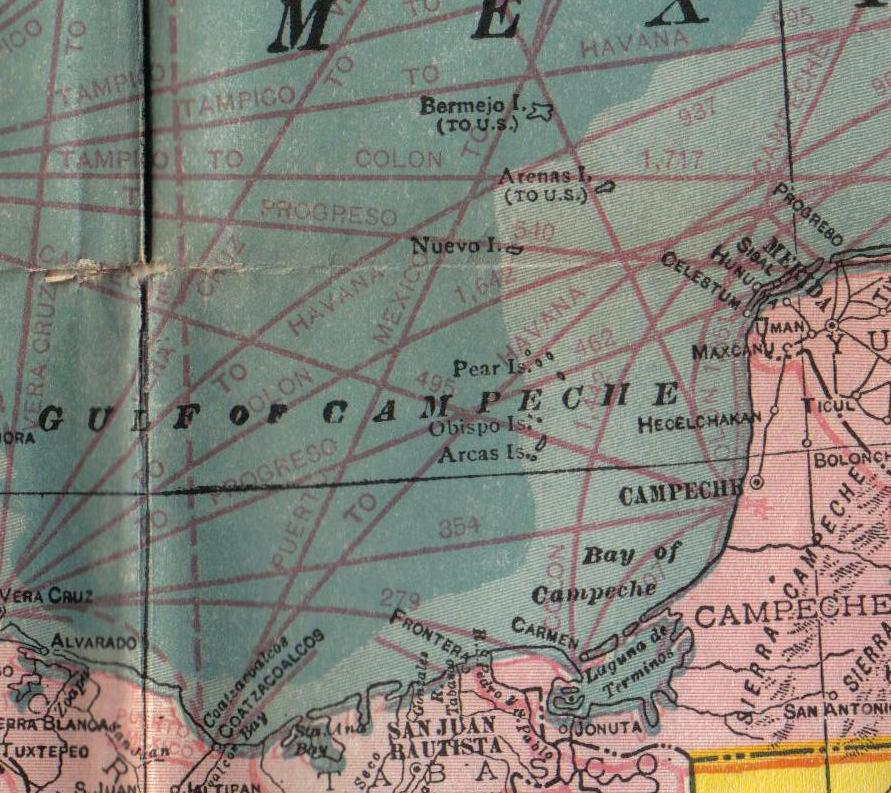
Egy 1914-es térkép, amely az Egyesült Államok igényét mutatja a "Bermejo I."-re

A Bermeja-sziget jelenleg nem létező, fantom sziget, ami  a Yucatán-félsziget északi partjától nagyjából 100 km-re északnyugatra volt berajzolva a Mexikói-öböl több térképén a 16. és a 20. század között.
Annak ellenére, hogy a 16. század neves spanyol térképészei a szomszédos szigetekhez viszonyítva pontosan elhelyezték, sem az 1997-es felmérésben, sem Mexikói Autonóm Nemzeti Egyetem által végzett kiterjedt, 2009-es tanulmány kutatásai során nem találták meg a szigetet, amit a mexikói képviselőház utasítására végeztek. A sziget iránti érdeklődés újonnan 2008 végén merült fel, amelyet fokozott az a tény, hogy ha létezik ilyen sziget, akkor az Mexikó javára fontos érv lenne a Mexikói-öbölben alkalmazandó termelési jogok elosztásánál, Mexikó számára jóval nagyobb területen biztosítva a tenger alatt található ásványi kincsek (elsősorban kőolaj) kiaknázásának jogát.
A szigetet Alonso de Santa Cruz említette először az El Yucatán e Islas Adyacentes-ben (Yucatán és a szomszédos szigetek). A régió szigeteinek listája 1539-ben Madridban jelent meg.  Pontos helyét Espejo de navegantes-ben (Sevilla, 1540 körül) adta meg Alonso de Chaves, aki azt írta, hogy távolról nézve a kicsi sziget világos színű vagy vöröses (spanyolul : bermeja ).  Michel Antochiw Kolpa, a francia-mexikói kartográfus szerint 1844 óta a brit térképek a sziget 100 méter mélységbe való elsüllyedését jelentették.
A sziget nyilvánvaló eltűnésének magyarázata magában foglalja a korai kartográfusok téves megfigyeléseit, az óceán fenekének földrajzi változásait, a tengerszint emelkedését és az összeesküvés-elméleteket, amelyek egyike szerint az amerikai Központi Hírszerző Ügynökség elpusztította a szigetet, hogy ezzel biztosítsa az Egyesült Államok számára a kijelölt gazdasági övezet határait.

## Külső hivatkozások
- BBC World Service dokumentumfilm " Mexikó hiányzó szigete "